# His Bridal Sweet
His Bridal Sweet è un cortometraggio statunitense del 1935, diretto da Alfred J. Goulding.

## Trama
Harry e la moglie, subito dopo il matrimonio, si fermano a visitare, insieme ad altre coppie, una casa pubblicizzata come ideale per la luna di miele. È un appartamento dotato delle più moderne tecnologie domotiche, che in realtà si rivelano essere un impiccio.
Per di più, di lì a poco, la casa viene chiusa e dichiarata in quarantena perché un ospite ha una malattia infettiva, e i visitatori sono costretti a passare lì la notte. Harry divide la camera con un uomo dedito all’alcool e visionario.
Harry e la moglie riusciranno ad “evadere” saltando dalla finestra.